# Adoliadini
Adoliadini es una tribu de mariposas de la familia Nymphalidae, subfamilia Limenitidinae, superfamilia Papilionoidea. Contiene los siguientes géneros:

## Géneros
- Abrota (Moore, 1857)
- Aterica (Boisduval, 1833)
- Bassarona (Moore, 1897)
- Bebearia (Hemming, 1960)
- Catuna (Kirby, 1871)
- Crenidomimas
- Cynandra (Schatz, 1887)
- Dophla (Moore, 1880)
- Euphaedra (Hübner, 1819)
- Euptera (Staudinger, 1891)
- Euriphene (Boisduval, 1847)
- Euryphaedra (Staudinger, 1891)
- Euryphura (Staudinger, 1894)
- Euryphurana
- Euthalia (Hübner, 1819)
- Euthaliopsis (Neervoort van de Poll, 1896)
- Evena
- Hamanumida (Hübner, 1819)
- Harmilla (Aurivillius, 1892)
- Lexias (Boisduval, 1832)
- Neurosigma (Butler, 1868)
- Pseudargynnis (Karsch, 1892)
- Pseudathyma (Staudinger, 1891)
- Tanaecia (Butler, 1869)